# Petits prophètes
Pour les articles homonymes, voir Petits prophètes (homonymie).

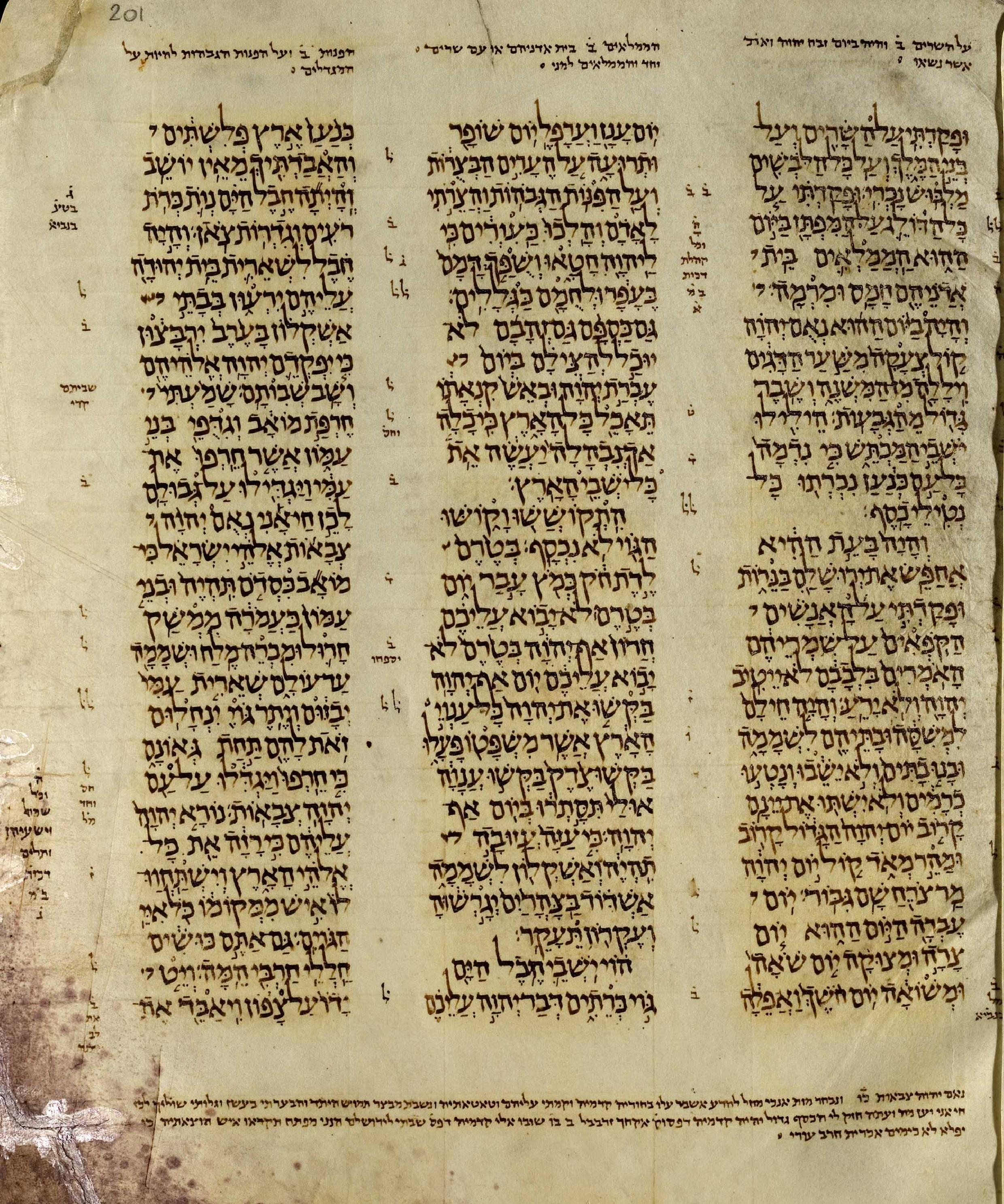
Une numérisation haute résolution du Codex d'Alep. Ce fichier contient le Livre des Douze Petits Prophètes (le huitième livre de Nevi'im). Malheureusement, le fichier haute résolution ne contient que les cinq derniers feuillets existants du livre, qui comprennent des parties de Sophonie et Zacharie, ainsi que le texte intégral de Malachie.

On appelle petits prophètes douze prophètes auxquels sont attribués des livres de la Bible hébraïque ou de l'Ancien Testament.

## Les douze petits prophètes
| Ordre | Nom      | Livre             | Abréviation |
| ----- | -------- | ----------------- | ----------- |
| 1     | Osée     | Livre d'Osée      | Os          |
| 2     | Joël     | Livre de Joël     | Jl          |
| 3     | Amos     | Livre d'Amos      | Am          |
| 4     | Abdias   | Livre d'Abdias    | Ab          |
| 5     | Jonas    | Livre de Jonas    | Jon         |
| 6     | Michée   | Livre de Michée   | Mi          |
| 7     | Nahum    | Livre de Nahum    | Na          |
| 8     | Habacuc  | Livre de Habacuc  | Hab         |
| 9     | Sophonie | Livre de Sophonie | Sph         |
| 10    | Aggée    | Livre d'Aggée     | Ag          |
| 11    | Zacharie | Livre de Zacharie | Za          |
| 12    | Malachie | Livre de Malachie | Ml          |

## Présentation
Ils sont appelés ainsi, non parce qu'ils ont moins d'autorité que les grands prophètes, mais à cause de la taille du livre, les livres des grands prophètes étant plus longs que ceux des petits prophètes.
À l'exception du Livre de Joël, dont les exégètes font remonter la rédaction à une période comprise entre les Ve et IIIe siècles av. J.-C., les livres des petits prophètes relatent les faits de leur temps. Les prophètes y décrivent l'histoire du peuple d'Israël, qui tantôt se détourne de Dieu, tantôt s'en rapproche. La transgression des lois divines et la défaillance des souverains entraînent des colères de Dieu et des châtiments prenant la forme de catastrophes naturelles ou de déroutes militaires. À l'inverse, les prophètes y décrivent les événements au cours desquels Dieu choisit de protéger le peuple élu en lui accordant des victoires contre ses ennemis.
Bien que les petits prophètes relatent les faits de leur temps, il est concevable que leurs descriptions s'appliquent également à l'avenir d'une façon plus large, la nation d'Israël devenant alors un symbole, c'est le cas de beaucoup de prophéties de la bible.